# Thimert-Gâtelles
Thimert-Gâtelles är en kommun i departementet Eure-et-Loir i regionen Centre-Val de Loire strax norr om centrala Frankrike. Kommunen ligger i kantonen Châteauneuf-en-Thymerais som tillhör arrondissementet Dreux. År 2022 hade Thimert-Gâtelles 1 240 invånare.

## Befolkningsutveckling
Antalet invånare i kommunen Thimert-Gâtelles
Referens:INSEE